# Christoph Schönborn
O.P. Christoph Maria Michael Hugo Damian Peter Adalbert (Graf von) Schönborn (født 22. januar 1945 på Burg Skalka, Litoměřice, Tjekkoslovakiet (nu Tjekkiet)) er en østrigsk kardinal og Ærkebiskop af Wien. 
Schönborn ses som en af favoriterne til at tage over efter Benedikt 16., i hvert fald hvis man skal tro flere internationale netmedier. Hvor han er en af de kardinaler som er nævnt som bud på en ny pave.
Christoph Schönborn er bror til skuespilleren Michael Schönborn.